# Llista de consellers generals d'Andorra (VI Legislatura)

Composició del Consell al final de la legislatura.
Demòcrata: 22 consellers
Socialdemòcrata: 3 consellers
Mixt: 3 consellers

Aquesta és una llista dels consellers generals d'Andorra de la VI legislatura (2011-2015). Els membres del Consell General d'Andorra van ser elegits en les eleccions generals del 2011. A l'inici de legislatura es van constituir dos grups parlamentaris: el Demòcrata (amb els 20 consellers de DA i els dos d'Unió Laurediana) i el Socialdemòcrata (amb sis consellers). L'abril del 2013 tres consellers (Jaume Bartumeu, Gerard Barcia i Sílvia Bonet) van escindir-se del Partit Socialdemòcrata i van crear Socialdemocràcia i Progrés, motiu pel qual van passar al grup mixt.
| Grup parlamentari | Grup parlamentari | En la constitució | En la dissolució |
| ----------------- | ----------------- | ----------------- | ---------------- |
|                   | Demòcrata         | 22                | 22               |
|                   | Socialdemòcrata   | 6                 | 3                |
|                   | Mixt              | 0                 | 3                |
| Total             | Total             | 28                | 28               |

## Consellers

### Sindicatura
|  | Nom                 | Imatge              | Grup parlamentari | Circumscripció     | Legislatures anteriors | Inici mandat       | Fi mandat           | Càrrec                       |
|  | ------------------- | ------------------- | ----------------- | ------------------ | ---------------------- | ------------------ | ------------------- | ---------------------------- |
|  | Vicenç Mateu Zamora |                     | Demòcrata         | Escaldes-Engordany | I, II                  | 28 d'abril de 2011 | 16 de gener de 2015 | Síndic General               |
|  | Mònica Bonell Tuset | Mònica Bonell Tuset | Demòcrata         | Nacional           |                        | 28 d'abril de 2011 | 16 de gener de 2015 | Subsíndica General           |
|  | Carles Enseñat Reig |                     | Demòcrata         | Encamp             | V                      | 28 d'abril de 2011 | 16 de gener de 2015 | Secretari de la Sindicatura  |
|  | Rosa Gili Casals    | Rosa Gili Casals    | Socialdemòcrata   | Nacional           | V                      | 28 d'abril de 2011 | 16 de gener de 2015 | Secretària de la Sindicatura |

### Resta del Ple
|  | Nom                       | Imatge                 | Grup parlamentari | Circumscripció      | Legislatures anteriors | Inici mandat           | Fi mandat            | Càrrec |
|  | ------------------------- | ---------------------- | ----------------- | ------------------- | ---------------------- | ---------------------- | -------------------- | --- |
|  | Olga Adellach Coma        |                        | Demòcrata         | Ordino              | III, IV, V             | 28 d'abril de 2011     | 16 de gener de 2015  | |
|  | Miquel Aleix Areny        |                        | Demòcrata         | Escaldes-Engordany  | I                      | 28 d'abril de 2011     | 16 de gener de 2015  | |
|  | Pere Altimir Pintat       |                        | Demòcrata         | Nacional            |                        | 28 d'abril de 2011     | 16 de gener de 2015  | |
|  | Daniel Armengol Bosch     |                        | Demòcrata         | La Massana          | V                      | 28 d'abril de 2011     | 16 de gener de 2015  | President suplent del Grup Demòcrata                                                                                              |
|  | Gerard Barcia Duedra      |                        | Mixt (SDP)        | Nacional            | V                      | 28 d'abril de 2011     | 16 de gener de 2015  | President suplent del Grup Mixt (a partir de l'abril del 2013) President suplent del Grup Socialdemòcrata (abril 2011-abril 2013) |
|  | Josep Anton Bardina Pau   |                        | Demòcrata         | Nacional            |                        | 25 de maig de 2011     | 16 de gener de 2015  | |
|  | Ladislau Baró Solà        |                        | Demòcrata         | Nacional            | I, II, V               | 28 d'abril de 2011     | 16 de gener de 2015  | President del Grup Demòcrata |
|  | Jaume Bartumeu Cassany    | Jaume Bartumeu Cassany | Mixt (SDP)        | Nacional            | I, II, III, IV, IV     | 28 d'abril de 2011     | 16 de gener de 2015  | President del Grup Mixt (a partir de l'abril del 2013) President del Grup Socialdemòcrata (abril 2011-abril 2013)                 |
|  | Roser Bastida Areny       |                        | Demòcrata (UL)    | Sant Julià de Lòria | V                      | 28 d'abril de 2011     | 16 de gener de 2015  | |
|  | Sílvia Eloïsa Bonet Perot |                        | Mixt (SDP)        | Nacional            |                        | 28 d'abril de 2011     | 16 de gener de 2015  | |
|  | Sílvia Calvó Armengol     | Sílvia Calvó Armengol  | Demòcrata         | Nacional            |                        | 25 de maig de 2011     | 16 de gener de 2015  | |
|  | Jordi Cinca Mateos        |                        | Demòcrata         | Nacional            | I                      | 28 d'abril de 2011     | 13 de maig de 2011   | |
|  | Sofia Garrallà Tomàs      |                        | Demòcrata         | La Massana          |                        | 28 d'abril de 2011     | 16 de gener de 2015  | |
|  | Olga Gelabert Fàbrega     |                        | Demòcrata         | Nacional            |                        | 28 d'abril de 2011     | 16 de gener de 2015  | |
|  | Montserrat Gil Torné      |                        | Demòcrata (UL)    | Sant Julià de Lòria | IV, V                  | 28 d'abril de 2011     | 17 d'octubre de 2011 | |
|  | Mariona González Reolit   |                        | Socialdemòcrata   | Nacional            | IV, V                  | 28 d'abril de 2011     | 16 de gener de 2015  | Presidenta suplent del Grup Socialdemòcrata (a partir de l'abril del 2013)                                                        |
|  | Celine Mandicó Garcia     |                        | Demòcrata         | Canillo             | V                      | 28 d'abril de 2011     | 16 de gener de 2015  | |
|  | Antoni Martí Petit        | Antoni Martí Petit     | Demòcrata         | Nacional            | I, II, III             | 28 d'abril de 2011     | 13 de maig de 2011   | |
|  | Meritxell Mateu Pi        | Meritxell Mateu Pi     | Demòcrata         | Ordino              |                        | 28 d'abril de 2011     | 16 de gener de 2015  | |
|  | Xavier Montané Atero      |                        | Demòcrata         | Encamp              |                        | 29 de setembre de 2011 | 16 de gener de 2015  | |
|  | Pere Obiols Mogio         |                        | Demòcrata (UL)    | Sant Julià de Lòria |                        | 3 de novembre de 2011  | 16 de gener de 2015  | |
|  | Patrícia Riberaygua Marme |                        | Demòcrata         | Nacional            |                        | 28 d'abril de 2011     | 16 de gener de 2015  | |
|  | David Rios Rius           |                        | Socialdemòcrata   | Nacional            |                        | 28 d'abril de 2011     | 16 de gener de 2015  | President del Grup Socialdemòcrata (a partir de l'abril del 2013) Secretari de la Sindicatura (fins l'abril del 2013)             |
|  | Sílvia Riva González      |                        | Demòcrata         | Andorra la Vella    |                        | 28 d'abril de 2011     | 16 de gener de 2015  | |
|  | Martí Salvans Abetlla     |                        | Demòcrata         | Canillo             |                        | 28 d'abril de 2011     | 16 de gener de 2015  | |
|  | Aleix Varela González     |                        | Demòcrata         | Nacional            |                        | 28 d'abril de 2011     | 16 de gener de 2015  | |
|  | Meritxell Verdú Marquilló |                        | Demòcrata         | Andorra la Vella    |                        | 28 d'abril de 2011     | 16 de gener de 2015  | |

### Substitucions
|  | Conseller substituït | Grup      | Baixa      | Motiu                                                                              | Conseller substitut     | Grup      | Alta      |
|  | -------------------- | --------- | ---------- | ---------------------------------------------------------------------------------- | ----------------------- | --------- | --------- |
|  | Antoni Martí Petit   | Demòcrata | 13/5/2011  | Deixa vacant l'escó per haver estat elegit cap de Govern.                          | Josep Anton Bardina Pau | Demòcrata | 25/5/2011 |
|  | Jordi Cinca Mateos   | Demòcrata | 13/05/2011 | Deixa vacant l'escó per haver estat nomenat ministre de Finances i Funció Pública. | Sílvia Calvó Armengol   | Demòcrata | 25/5/2011 |
|  | Montserrat Gil Torné | Demòcrata | 17/10/2011 | Renuncia a l'escó.                                                                 | Pere Obiols Mogio       | Demòcrata | 3/11/2011 |